# Qian'an
Qian'an léase Chián-Án (en chino:乾安县, pinyin:Qián'ān xiàn) es un condado bajo la administración directa de la ciudad-prefectura de Songyuan. Se ubica en la provincia de Jilin , noreste de la República Popular China . Su área es de 3529 km² y su población total para 2010 fue de +300 mil habitantes.

## Administración
El condado de Qian'an se divide en 15 pueblos que se administran en 6 poblados y 9 villas.